# Rouez
 Rouez  (también denominada Rouez-en-Champagne) es una población y comuna francesa, situada en la región de Países del Loira, departamento de Sarthe, en el distrito de Mamers y cantón de Sillé-le-Guillaume.

## Demografía
| 965 | 923 | 819 | 767 | 689 | 715 |
| Para los censos de 1962 a 1999 la población legal corresponde a la población sin duplicidades (Fuente: INSEE [Consultar]) |     |     |     |     |     |